# Бенхамин-Хилл
Бенхамин-Хилл (исп. Benjamín Hill) — посёлок в Мексике, штат Сонора, входит в состав одноимённого муниципалитета и является его административным центром. Численность населения, по данным переписи 2020 года, составила 4837 человек.

## Топонимика
Название Benjamín Hill дано в честь мексиканского военного, участника мексиканской революции — Бенхамина Хилла.

## История
Поселение было основано в 1942 году как железнодорожная станция, при строительстве участка железной дороги Сонора — Нижняя Калифорния.
Движение по этой линии началось в 1948 году, станция являлась стыковочной, где проходила смена подвижного состава. Это занимало много времени, вплоть до суток, что привело к развитию гостиниц и ресторанов для ожидающих пассажиров.